# Kevin Barry (IRA)
Kevin Gerard Barry (Dublin 20 januari 1902 - 1 november 1920) was een Ierse student geneeskunde die vocht in de Ierse Onafhankelijkheidsoorlog. Hij was lid van de IRA. In 1920 werd hij, als eerste IRA-lid na de leiders van de Paasopstand geëxecuteerd. Hij is vereeuwigd in een ballade.
Kevin Barry werd geboren in een hoger middenklasse gezin, hij was de vierde van zeven kinderen. Barry groeide op in Dublin en in het plattelandse Country Carlow. Hij schreef zich in 1916 in op het exclusieve Belvedere College. Tijdens zijn tweede jaar daar, op zijn vijftiende, sloot hij zich aan bij de Irish Volunteers, en had aanvankelijk de taak stimulerende opdrachten te geven. In 1919, schreef hij zich in op het University College Dublin om geneeskunde te studeren.
Tijdens de oorlog met de Britten, werd Barry gepromoveerd tot sectiecommandant, en deed mee aan diverse aanvallen tegen protestanten in de stad. Op 20 september 1920, deed hij mee aan een hinderlaag op een vrachtwagen met Britse soldaten. In het achtervolgend vuurgevecht, werden er drie van hen gedood, wat hen de eerste militaire doden maakte aan de Britse kant in Ierland sinds de Paasopstand.
Barry werd gevangengenomen toen hij zich onder een truck verstopte nadat zijn kameraden waren ontvlucht. Hij getuigde een paar weken later in een gezworen beëdigde schriftelijke verklaring dat zijn gijzelaars hem gemarteld hadden als poging achter de namen van de andere betrokkenen te komen. Barry weigerde te antwoorden. hij werd beschuldigd voor de moord op soldaat Matthew Whitehead. Barry weigerde de rechtbank te erkennen en werd dus niet verdedigd tijdens zijn proces.
Kevin Barry werd veroordeeld voor moord en werd opgehangen in Mountjoy prison op 1 november, ondanks zijn aanvraag om als een soldaat de kogel te krijgen. Hij was 18 jaar oud. Zijn executie was de eerste sinds 1916. Vele studenten van zijn leeftijd sloten zich aan bij het Irish Republican Army (IRA) door veroordeling en zijn executie, ook mede door Sinn Féin die gebruik maakte van zijn proces en zijn executie om het anti-Britse sentiment te verspreiden.
De enige gehele biografie van Kevin Barry is geschreven door zijn neef, de journalist O'Donovan en is gepubliceerd in 1989 als  Kevin Barry and his Time.